# Héctor Hernández Marrero
Héctor José Hernández Marrero (Las Palmas, Canàries, 14 de setembre de 1995) és un futbolista canari que juga com a davanter per la Cultural Leonesa.

## Carrera de club
Hernández va començar jugant al planter de la UD Las Palmas i va debutar com a sènior amb la UD Las Palmas Atlético la temporada 2012 a Tercera Divisió. El 15 de maig de 2013, va signar contracte amb l'Atlètic de Madrid a canvi de 250,000 € més 750,000 en variables, per jugar a l'Atlètic de Madrid B a Segona Divisió B.
Hernández va debutar amb el primer equip el 18 de desembre de 2013, entrant al minut 76 per substituir Léo Baptistão, i va marcar immediatament, en una victòria per 2–1 a casa a la Copa del Rei contra la UE Sant Andreu (6–1 de resultat acumulat). Va debutar a La Liga el 25 d'agost de l'any següent, substituint Mario Mandžukić en un empat 0–0 contra el Rayo Vallecano.
El 13 d'agost de 2015, Hernández fou cedit a l'Elx CF de Segona Divisió per la temporada 2015-16. Un any més tard, va anar cedit a l'Albacete Balompié; i després d'assolir l'ascens a segona tot contribuint amb 20 gols, el màxim de la seva carrera, el seu contracte de cessió es va ampliar un any més.
L'1 d'agost de 2018, Hernández fou cedit per un any al Màlaga CF, també de segona divisió. El següent 31 de gener, després d'haver jugat molt poc, va marxar cedit al CF Rayo Majadahonda de la mateixa categoria, fins al juny.
El 28 de juliol de 2019, Hernández anà cedit a un altre equip nou a la categoria, el CF Fuenlabrada, per un any.
L'1 de febrer de 2020, després que s'anul·lés la cessió al CF Fuenlabrada i de rescindir contracte amb l'Atlètic de Madrid, Hernández va signar contracte fins al 2021 amb la Cultural y Deportiva Leonesa de Segona Divisió B.